# Pampa (släkte)
Pampa är ett släkte med fåglar i familjen kolibrier. Släktet omfattar två arter, förekommande i Centralamerika från Mexiko till El Salvador:
- Rostsabelvinge (P. rufa)
- Kilstjärtad sabelvinge (P. curvipennis)

Arterna placeras traditionellt i släktet Campylopterus, men genetiska studier visar att dessa två till fyra arter utgör en egen utvecklingslinje som inte utgör en systergrupp till återstående arter i Campylopterus.